# Charles Villeneuve
Pour les articles homonymes, voir Villeneuve.
Charles Villeneuve, né Charles Leroy le 19 juillet 1941 à Beyrouth, est un journaliste, producteur et écrivain français.

## Biographie
Charles Villeneuve est né d'un père français expatrié en Grèce et d'une mère arménienne réfugiée à Alep, en Syrie. Il a deux frères, l'un est médecin et l'autre, Henri Leroy, est un homme politique, sénateur et ancien maire de Mandelieu-la-Napoule.
Il est d'abord sous-officier engagé à court terme de l'armée de terre et fait notamment sa formation au sein de l'École nationale des sous-officiers d'active (ENSOA) à Saint-Maixent-l'École, puis reprend ses études à Aix-en-Provence[Où ?] en 1964, après n'avoir pas renouvelé son engagement militaire.
Au cours de ses études, il milite à Jeune Nation et à la Fédération des étudiants nationalistes (FEN).
Il débute dans le journalisme en 1967 à Paris-Presse l'Intransigeant. En 1970[réf. nécessaire], il est recruté à Europe 1 par Jean Gorini[réf. nécessaire]. Après avoir couvert plusieurs conflits au Moyen-Orient, il quitte la station en 1987, alors directeur de la rédaction, pour Paris Match où il crée avec Laurence Masurel, Les Pages Jaunes, essentiellement consacrées à la politique. En 1990, Francis Bouygues lui demande de rejoindre TF1 où il crée et présente le magazine Le Droit de savoir avec Patrick Poivre d'Arvor, Gérard Carreyrou et Franz-Olivier Giesbert. L'émission sera programmée pendant 17 ans. Entre-temps, il continue à produire avec l'avocat Maître Daniel Soulez Larivière, Le Glaive et la Balance sur M6 qu'il présente jusqu'en 1992 puis de 1992 à 1997 avec 15 émissions du magazine Le Glaive et la Balance en prime-time sur TF1.
Il était directeur des sports sur la même chaîne, directeur général de TAP (filiale de TF1) et directeur des opérations spéciales. TAP produit Le Droit de savoir, Le Droit de savoir faits divers, Appels d'urgence, 90 min enquêtes sur TMC, 50 min inside et plusieurs téléfilms, diffusés sur TF1, dont La Chasse à l'Homme, La Véritable Histoire de l'arrestation de Jacques Mesrine, L'Affaire du Rainbow Warrior, qui illustre l'échec du sabotage du navire écologiste de Greenpeace, et enfin le docu-drama Ils voulaient tuer de Gaulle, récit de l'attentat du Petit-Clamart, en co-production avec Claude Chelli, directeur de CAPA Films.
Il est critiqué par de nombreux analystes des médias pour ses émissions souvent axées sur la dénonciation de coupables d'actes antisociaux, sur le modèle de la dénonciation de boucs émissaires[précision nécessaire]. Il quitte toutes ses fonctions de TF1 à la fin du mois d'avril 2008, à 67 ans.
Il a écrit en 1987 Histoires secrètes du terrorisme, Les Masques du Terrorisme, La Ville - vol. 1 et 2 avec Jean-Pierre Bastid, Le Glaive et la Balance et en 1993 Les liaisons dangereuses de P. Bérégovoy, biographie sur l'ancien Premier ministre français et sa fin tragique.
En octobre 2001, il est débouté de son procès contre Pierre Botton, qui, dans son livre Mes chers amis, avait révélé que Charles Villeneuve avait bénéficié non pas de ses largesses mais d'une invitation à Courchevel, ce que conteste fortement Charles Villeneuve.
Il est nommé président du Paris Saint-Germain Football Club le 27 mai 2008, où il succède à Alain Cayzac. Début janvier 2009, Charles Villeneuve refuse de s'opposer à Jérôme De Metz, administrateur et ancien de la DNCG qui, dans une lettre recommandée, dénonce l'existence officieuse d'une cellule financière parallèle au club. Dans un courrier adressé aux membres du conseil d'administration, Charles Villeneuve demande alors tous les pouvoirs. Dès lors, à l'issue d'une réunion de crise tenue au Parc des Princes, les administrateurs du club de la capitale démissionnent collectivement afin de provoquer une assemblée générale élective qui doit avoir lieu début février 2009, ce qui provoque la fin du mandat de Charles Villeneuve. Ce dernier démissionne officiellement le 3 février 2009. Il avait pris la présidence du club alors que celui-ci était 16e du Championnat de Ligue 1 et l'avait conduit dans le top 5.
Depuis 2011, il est chroniqueur régulier à l'émission consacrée au football Les Spécimens sur Canal+ et dans l'émission de radio Le Débat des Grandes Voix sur Europe 1, programmé tous les samedis à 10h.
En 2012, il prend part au groupe qui, autour de Jean-René Fourtou, œuvre à la réélection de Nicolas Sarkozy ; il y côtoie notamment Étienne Mougeotte et Sylvain Fort.
En 2018, selon Le Monde, il conseille Alexandre Benalla s'apprêtant à être auditionné par le Parlement.

## Œuvres
- Histoire secrète du Terrorisme, Plon, 1987, essai
- Le glaive et la balance, Compagnie 12, 1989, essai
- Les masques du terrorisme, Éditions n° 1, 1991, essaiÉcrit avec Patrice de Méritens.
- La Ville - Vol. 1 - Premières Armes, Stock, 1991 avec Jean-Pierre Bastid
- La Ville - Vol. 2 - Le Temps du pouvoir, Stock, 1991 avec Jean-Pierre Bastid
- Les Liaisons dangereuses de Pierre Bérégovoy, Plon, 1993, essai

## Filmographie
- 2008 : Go Fast Connexion, court métrage, faux documentaire de Ladj Ly : lui-même[9]